# Selahiye, Serdivan
Selahiye là một xã thuộc quận Serdivan, tỉnh Sakarya, Thổ Nhĩ Kỳ. Dân số thời điểm năm 2008 là 1.128 người.